# Arna Högdahl
Arna Högdahl (1894-22 de septiembre de 1963) fue una actriz finlandesa.

## Biografía
Hasta el final de su carrera en 1947, Arna Högdahl fue una de las más destacadas figuras del teatro sueco finlandés de su país. Se había graduado en la escuela del Teatro Sueco de Helsinki, Finlandia, en el año 1912, y en sus inicios actuó en el Ruotsalainen teatteri de Turku. Volvió en 1917 al Teatro Sueco, actuando allí durante treinta años. 
Högdahl actuó también en varias producciones cinematográficas estrenadas entre 1923 y 1952. 
La actriz falleció en Helsinki en 1963. Sus padres eran el maestro de obras John Högdahl y Amanda Apollonia Pastell, y sus hermanas las actrices Päivi Horsma y Lilli Tulenheimo.

## Filmografía
- 1923 : Rautakylän vanha parooni
- 1944 : Sådan du ville ha mig
- 1946 : Viikon tyttö
- 1947 : Pikajuna pohjoiseen
- 1952 : Tåg norrut